# Ras Gammarth
Ras Gammarth (àrab: رأس قمرت, Raʾs Qammart, pronunciat localment Raʾs Gammart) és un cap situat al nord de Tunísia i al nord-est de la ciutat de Tunis, a la governació de Tunis, entre la ciutat de Gammarth, al sud, i la de Raouad, al nord, ambdues turístiques. Les platges de la zona són de les més ben considerades.